# Szergej Vlagyimirovics Szurovikin
Szergej Vlagyimirovics Szurovikin  (cirill betűkkel Серге́й Влади́мирович Сурови́кин) (Novoszibirszk, 1966. október 11. –) oroszországi katonai vezető, hadseregtábornok.

## Tanulmányai
A tízosztályos iskola után az Omszki Összfegyvernemi Parancsnoki Főiskola hallgatója volt, ahol 1987-ben végzett. 1995-ben elvégezte a M. V. Frunze Katonai Akadémiát, majd 2002-ben az Oroszországi Fegyveres Erők Vezérkari Katonai Akadémiáját is.

## Katonai előmenetele
A középiskola után 1983-ban katonai szolgálatba állt. Az alapszintű tisztképző főiskola elvégzése után Afganisztánban teljesített szolgálatot, majd a 2. „tamanyi” gépesített lövész-gárdahadosztályhoz került.
1998-ban a 201. gépesített lövészhadosztály 149. gárdaezredének parancsnokává nevezték ki, majd 1999-ben előléptették a hadosztály vezérkari főnökévé és parancsnokhelyettesévé. Ebben a beosztásában részt vett a tadzsikisztáni polgárháborúban és a második csecsen háborúban.
2002 júniusában kinevezték a 34. gépesített lövészhadosztály parancsnokává, majd 2004-ben a Csecsenföldön állomásozó 42. gárdahadosztály élére került.
2005-ben a moszkvai katonai körzetbe helyezték át a 20. összfegyvernemi gárdahadsereghez, amelynek először vezérkari főnöke és parancsnokhelyettese, majd 2008 áprilisától parancsnoka lett. Még ez év októberében azonban új beosztást kapott: az oroszországi fegyveres erők vezérkarának műveleti főosztályát vezette.
2010 januárjában a Volga-Uráli Katonai Körzetbe helyezték át, ahol a parancsnok első helyettese és a vezérkar főnöke lett. Amikot az év második felében összevonták a Volga-Uráli és a Szibériai Katonai Körzeteket, Szurovikin lett az így létrejött Központi Katonai Körzet vezérkari főnöke és parancsnokhelyettese.
2012 áprilisa és októbere közt a moszkvai Honvédelmi Minisztériumban a katonai rendőrség létrehozására felállított munkacsoportot vezette. Ezután a Keleti Katonai Körzetbe helyezték át, ahol egy évig a parancsnok helyettese, majd 2013 októberétől 2017 októberééig a Keleti Katonai Körzet parancsnoka volt. 2017-ben a szíriai polgárháborúban résztvevő orosz hadseregcsoport parancsnoka volt.
2017. október 31-től az Oroszországi Föderáció Légi- és Űrvédelmi Erejének parancsnoka.
2021 augusztusában hadseregtábornokká léptették elő.
2022–23-ban különböző posztokon vezető szerepet játszott az ukrajnai háborúban, és 2022 végén néhány hónapig a teljes inváziós haderő az ő vezetése alatt állt.

## Az 1991-es szovjet puccskísérletben
1991-ben keményvonalas kommunista vezetők egy csoportja államcsínyt kísérelt meg Gorbacsov szovjet elnök ellen. 
A puccskísérlet ellen Borisz Jelcin felhívására tiltakozó megmozdulások indultak Moszkvában. A puccsisták utasítására a 2. „tamanyi” gépesített lövész-gárdahadosztály egy zászlóalja Szurovikin parancsnoksága alatt bevonult a fővárosba, hogy „helyreállítsa az alkotmányos rendet”. A tüntetőkkel való összecsapás során egy gyalogsági harcjármű halálra gázolt három civilt. A puccs összeomlása után Szurovikin és a harcjármű személyzete ellen eljárás indult, és Szurovikint a moszkvai Matrosszkaja Tyisina börtönben tartották őrizetben. 1991. decemberében azonban az ügyészség bűncselekmény hiányában megszüntette az eljárást, és Szurovikint szabadlábra helyezték.

## Beosztottjának öngyilkossága
2004 áprilisában Szurovikin, aki akkor már vezérőrnagyként a 34. gépesített lövészhadosztály parancsnoka volt Jekatyerinburgban, irodájába rendelte helyettesét, Andrej Stakal ezredest, aki a hadosztály haditechnikai felszereléséért volt felelős. A hadosztályparancsnok és helyettese között emelt hangú párbeszéd folyt egy néhány nappal korábbi ellenőrzésről, amelynek során harckészültségi hiányosságokat találtak, és amelynek nyomán vizsgálat indult Stakal ellen. A konfrontációt követően Stakal elővette szolgálati pisztolyát, és a parancsnokságon tartózkodó tisztek szeme láttára halántékon lőtte magát. Az ezredes a kórházba szállítás után meghalt.

## Az ukrajnai háborúban
Amikor megindult a 2022-es orosz invázió Ukrajna ellen, Szurovikin lett az akcióban részt vevő déli hadseregcsoport parancsnoka, majd 2022. október 8-tól a teljes inváziós haderő az ő vezetése alá került. Szurovikin tevékenysége sikertelennek bizonyult: Oroszország hamarosan kénytelen volt feladni a korábban elfoglalt Herszont, akadozott a katonák kiképzése és ellátása, és az orosz haderő jelentős emberveszteségeket szenvedett, részben a parancsnokok hibás döntései nyomán. 2023. január 11-én ezért az ukrajnai hadművelet közvetlenül Valerij Geraszimov vezérkari főnök irányítása alá került. Szurovikin Geraszimov beosztottjaként a hadszíntéren maradt.
2023 júniusában a Jevgenyij Prigozsin vezette Wagner-csoport zsoldosai fellázadtak az orosz katonai vezetés ellen. Szurovikin, aki közeli kapcsolatban állt Prigozsinnal, fegyverletételre szólította fel a lázadókat. A zendülés tárgyalásos rendezése után Szurovikin eltűnt a nyilvánosság elől. Hollétéről ellentmondásos hírek röppentek föl: felesége nem nyilatkozott, lánya azt állította, apja a munkahelyén van, az Állami Duma honvédelmi bizottságának vezetője szerint Szurovikin „pihen”, más hírek szerint őrizetbe vették. Szeptember elején aztán Kszenyija Szobcsak Telegram-csatornáján megjelent egy fénykép, amely Szurovikint felesége társaságában egy Moszkva környéki étterem előtt ábrázolja.

## Kitüntetései
Szurovikin több magas presztízsű oroszországi kitüntetés birtokosa. Ezek között szerepel:
- Oroszország Hőse
- Szent György-rend, negyedik fokozat

## EU-szankciók
Szurovikin 2022. február 23-án felkerült az Európai Unió szankciós listájára az „Ukrajna területi integritását, szuverenitását és függetlenségét aláásó vagy fenyegető” tevékenysége miatt.